# Opsius heydeni
Opsius heydeni är en insektsart som beskrevs av Lethierry. Opsius heydeni ingår i släktet Opsius och familjen dvärgstritar. Inga underarter finns listade i Catalogue of Life.